# Guillermo González Camarena

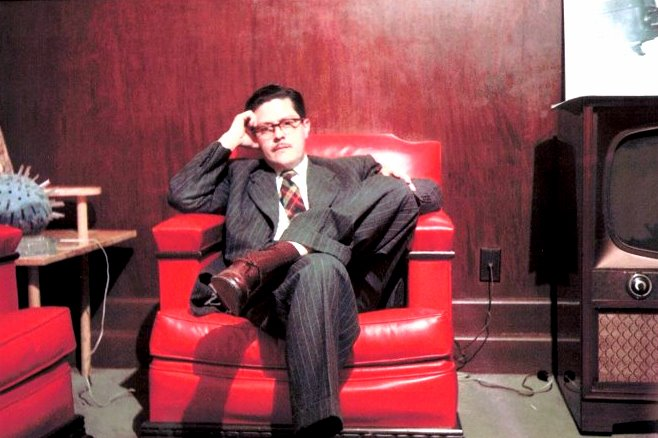
Guillermo González Camarena

Guillermo González Camarena (* 17. Februar 1917 in Guadalajara, Mexiko; † 18. April 1965 in Las Lajas, Veracruz) war ein mexikanischer Erfinder.
Im Jahr 1940 erfand González Camarena ein System zur Farbbildübermittlung, bei dem Schwarzweissbilder mittels einer rotierenden Farbfilterscheibe sequentiell farbig übertragen wurden. Er meldete seine Erfindung erst in Mexiko und später in den USA zum Patent an.
Dieses wurde 1977/79 in der Raumsonde Voyager 1 eingesetzt.
Er kam 1965 bei einem Verkehrsunfall in Las Lajas ums Leben, wo er an einer TV-Sendeanlage gearbeitet hatte.